# Élodie Christmann
Pour les articles homonymes, voir Christmann et Bertal.
Élodie Christmann, connue jusqu'en 2016 comme Élodie Bertal  (née le 16 mars 1984 à Rambouillet) est une joueuse française de basket-ball. Elle mesure 1,90 m et joue au poste d'ailier fort.

## Biographie
Elle est la fille de Françoise Quiblier-Bertal et la sœur de Géraldine Bertal, toutes deux joueuses de basket-ball de haut niveau.
Élodie Bertal est internationale à 19 reprises entre 2006 et 2009.
Après une saison 2010-2011 à l'ESBVA réduite par une blessure, elle manque également l'exercice suivant pour cause de grossesse.
Engagée par le club promu en LFB de Perpignan à l'été 2012, le club choisit en avril 2013 de ne pas exercer son option d'une seconde année de contrat. Le club pourrait la conserver mais à des conditions financières plus faibles.
Relégué en Ligue 2, Perpignan est de nouveau sacré champion de Ligue 2 en s'imposant face à COB Calais (77-56) en finale, où elle inscrit 15 points, 7 rebonds et 2 passes. Après la mise en redressement judiciaire du club, elle rejoint le club de Roquebrune-Cap-Martin en Nationale . François Gomez de retour en LFB à Tarbes fait appel à elle pour la saison LFB 2015-2016. Elle déclare : « J'ai signé à Tarbes pour deux saisons. Le retour de François [Gomez] est bien sûr un élément majeur à ma venue à Tarbes mais c’est un club avec qui j’avais déjà bien discuté (...) Suite aux problèmes avec Perpignan je me suis beaucoup interrogée sur mon avenir dans le basket. Ce fut un sacré coup dur et la motivation s’était bien dissimulée. Mon année en NF1 [à Rosuebrune], avec une super équipe et des gens que je suis contente d’avoir côtoyé, m’a permis de me rendre compte que j avais encore envie ».
Elle remporte le championnat de Ligue 2 en 2016 avec Tarbes et, sous le nom d'Élodie Christmann, elle poursuit l'aventure en LFB pour la saison 2016-2017.
En 2017-2018, ses statistiques sont de 13,7 points et 5,5 rebonds pour 12,7 d'évaluation en 24 minutes en 6 matchs de saison régulière de Ligue 2 avec Angers.
Alors que durant l'été 2018, elle s'engage avec Nantes, elle n'y débute pas la saison LFB et annonce peu après sa retraite sportive.

## Club
- Avant 2002 :  Centre fédéral (NF1)
- 2002-2004 :  Valenciennes (LFB)
- 2004-2005 :  Bourges (LFB)
- 2005-2009 :  Lattes Montpellier (LFB)
- 2009-2012 :  Villeneuve-d'Ascq (LFB)
- 2012-2014 :  Perpignan Basket (LFB)
- 2014-2015 :  Roquebrune-Cap-Martin (NF1)
- 2015-2017 :  Tarbes Gespe Bigorre (LF2 et LFB)
- déc. 2017 :  Lyon ASVEL féminin (LFB)
- jan. 2018-juin 2018 :  Union féminine Angers Basket 49 (LF2)

## Palmarès
En club
- Vainqueur de l’Open de la Ligue Féminine en 2002 et 2003
- Vainqueur du Tournoi de la Fédération en 2003 et 2004 avec Valenciennes
- Vainqueur de la Coupe de France en 2003 avec Valenciennes
- Championne de France en 2003 et 2004 avec Valenciennes
- Championne d’Europe des clubs en 2004 avec Valenciennes
- 2008 : finaliste du championnat de France avec Lattes Montpellier.
- Championnat de France de basket-ball de Ligue féminine 2 : 2014 et 2016[10]

En sélection
- Médaillée d'argent à l'Euro Juniors en 2002
- Médaillée de bronze au Mondial Espoirs en 2003
- Médaillée de bronze à l'Euro Cadettes en 1999